# 地久
地久（ちきゅう）とは、雅楽の一曲。別名「円地楽」「円池楽」。
右方（高麗楽）に属する四人舞。高麗双調（こまそうじょう）の平舞。襲装束（かさねしょうぞく）に面を着け、牟子(むし)・別甲を用いる。番舞は「万秋楽」或いは「陪臚」。
催馬楽の「桜人」に旋律が合わせて舞われたらしく、紫宸殿の桜が盛りの頃に藤原公任が柱を扇で打ちながら催馬楽の「桜人」を歌ったところ、近衛陣の直所にいた多政資らが庭に出て「地久」の破を舞ったという話が残っている。